# Société mathématique de Belgique
Pour les articles homonymes, voir SMB.
La Société mathématique de Belgique (en néerlandais : Belgisch Wiskundig Genootschap) est une société savante belge dédiée aux mathématiques.

## Histoire
Elle est fondée en 1921, entre autres par Théophile de Donder (1872-1957), Alfred Errera (en) (1886-1960) et Lucien Godeaux (1887–1975), comme « un cercle mathématique où toutes questions concernant les mathématiques pures et appliquées peuvent être traitées, par conférences, communications et discussions ». Le Cercle devient Société dans les statuts en janvier 1922. Parmi les personnalités actives durant les premières années figurent le mathématicien Charles-Jean de La Vallée Poussin, l'historien des mathématiques Henri Bosmans et l'astrophysicien Georges Lemaître. Le siège est situé à Bruxelles. Assez rapidement elle s'ouvre à des personnalités étrangères, notamment Henri-Léon Lebesgue (avec une conférence sur la construction à la règle et au compas) et Robert Andrews Millikan (théorie électronique). En 1947 le topologue et philosophe des sciences Guy Hirsch (1915–1993) devient secrétaire de la Société et rédacteur en chef de son Bulletin.
Depuis 1947/48, l'association publie le magazine Bulletin de la Société mathématique belge, qui paraît cinq fois par an. Avant cela, les communiqués de la société faisaient partie du magazine Mathesis. Depuis 1994, le magazine Simon Stevin est également paru dans le bulletin. Il existe également un bulletin électronique distinct.
La société organise des congrès avec d'autres sociétés mathématiques, par exemple en 1996 à Anvers avec l'American Mathematical Society, la Société royale mathématique des Pays-Bas et la Société mathématique du Luxembourg, en 1999 à Bruxelles avec la London Mathematical Society et en 2001 à Liège avec la DMV. La Société mathématique belge est membre de la Société mathématique européenne.

## Présidents
- - 14/3/1921-14/01/1922 Théophile De Donder (1872–1957) ULBruxelles
  - 1923-1925 Henri Bosmans[3] (1852–1928) ULBruxelles
  - 1925–1927 Alphonse Demoulin (1869–1947) U Gent
  - 1927–1929 Charles Jean de La Vallée Poussin (1866–1962) Université catholique de Louvain
  - 1929–1931 Adolphe Mineur (1867–1950) ULBruxelles
  - 1931–1933 Lucien Godeaux (1887–1975) ULBruxelles
  - 1933–1935 Alfred Errera (1886–1960) ULBruxelles
  - 1935–1937 Émile Merlin (1875–1930) U Gent
  - 1937–1939 Fernand Simonart (1888–1966) Université catholique de Louvain
  - 1939–1945 Bony U. Mons-Hainaut
  - 1945–1947 Henri Germay (1894–1954) U Liège
  - 1947–1949 Georges Lemaître (1894–1966) Université catholique de Louvain
  - 1949–1951 Théophile Lepage (1901–1991) ULBruxelles
  - 1951–1953 Fernand Backes (1897–1985) U Gent
  - 1953–1955 Octave Rozet U Liège
  - 1955–1957 Louis Bouckaert (1909–1988) Université catholique de Louvain
  - 1957–1959 Paul Libois (1901–1991) ULBruxelles
  - 1959–1961 Julien Bilo (1914–2006) U Gent
  - 1961–1963 Henri Garnir (1921–1985) U Liège
  - 1964–1965 Robert Ballieu (1914–1980) UCLouvain
  - 1966–1967 Eduard Franckx (1907– ) KMS – ERM
  - 1968–1969 Pol Burniat (1902–1975) ULBruxelles
  - 1970–1971 Carl Clement Grosjean (1926–2006) U Gent
  - 1972–1973 René Lavendhomme (1928–2002) UCLouvain
  - 1974–1975 Henri Breny (1923–1991) U Liège
  - 1976–1977 Alfred Warrinier (1938) K.U.Leuven
  - 1978–1979 Robert Debever (1915–1998) ULBruxelles
  - 1980–1981 Franz Bingen (1932) VUBrussel
  - 1982–1983 José Paris UCLouvain
  - 10/1983-10/1986 Richard Delanghe (1940) U Gent
  - 10/1986-10/1988 Paul van Praag (1938-2019) U Mons-Hainaut
  - 10/1988-1992 Alain Verschoren (1954-2020) U Antwerpen
  - 1993-10/1996 Luc Lemaire (1950) ULBruxelles
  - 10/1996-10/1999 Freddy Dumortier (1947) U Hasselt
  - 10/1999-10/2002 Jean Schmets (1940) U Liège
  - 10/2002-10/2005 Adhemar Bultheel (1948) K.U.Leuven
  - 10/2005-10/2008 Cathérine Finet U Mons-Hainaut
  - 10/2008-10/2011 Stefaan Caenepeel (1956) VUBrussel
  - 10/2011-9/2015 Françoise Bastin U. Liège
  - 10/2015-9/2018 Philippe Cara VU Brussel
  - 10/2018-9/2023 Yves-Caoimhin (Yvik) Swan Uni. of Liège
  - 10/2023- Joost Vercruysse ULBruxelles